# Mescalero
Mescalero é o décimo quarto álbum de estúdio da banda ZZ Top, lançado em 2003.

## Faixas
Todas as faixas por Billy Gibbons, exceto onde anotado.
1. "Mescalero" – 3:50
2. "Two Ways To Play" – 4:15
3. "Alley-Gator" – 3:29
4. "Buck Nekkid" – 3:02
5. "Goin' So Good" – 5:35
6. "Me So Stupid" (Gibbons, Joe Hardy, Gary Moon) – 3:33
7. "Piece" – 4:19
8. "Punk Ass Boyfriend" – 3:05
9. "Stackin' Paper" (Gibbons, Hardy) – 2:58
10. "What Would You Do" – 3:03
11. "What It Is Kid" (Gibbons, Dusty Hill, Frank Beard) – 4:13
12. "Que Lastima" – 4:24
13. "Tramp" (Lowell Fulson, Jimmy McCracklin) – 5:13
14. "Crunchy" – 3:13
15. "Dusted" – 3:55
16. "Liquor" – 3:23

## Banda
- Billy Gibbons: guitarra e vocal
- Dusty Hill: baixo
- Frank Beard: bateria